# Monodelphis kunsi
Monodelphis kunsi e вид опосум от семейство Didelphidae.

## Географско разпространение
Видът се среща в гористи местности на височина до 1500 m. Обитава ниските части на Боливия, северен Парагвай и Аржентина и гористи местности в Бразилия.

## Хранене
Представителите на вида консумират малки гръбначни и насекоми.